# Ультрабук

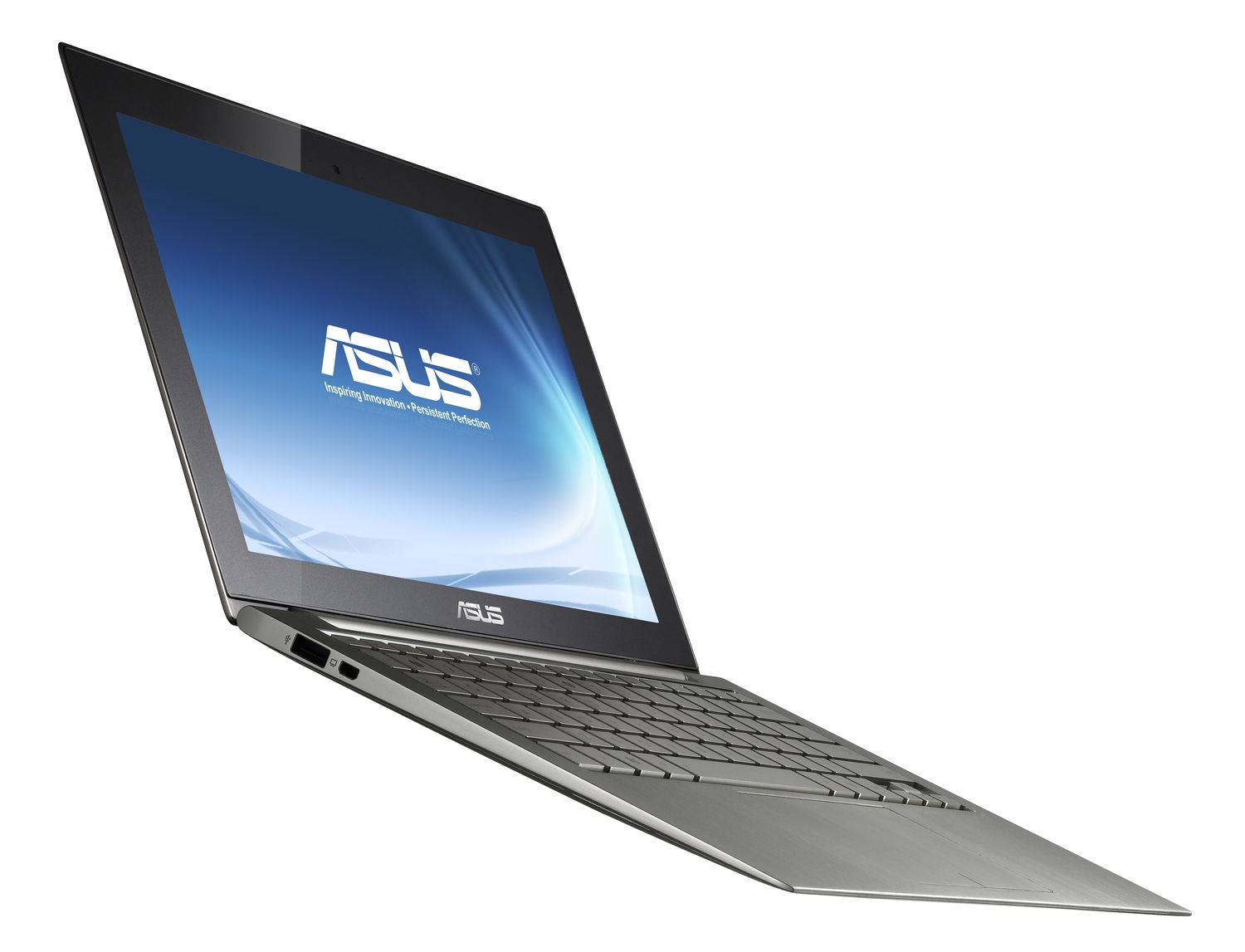
Ультрабук Asus UX21

Ультрабу́к (англ. Ultrabook) - надзвичайно тонкий і легкий субноутбук, що має ще компактніші габарити та низьку вагу в порівнянні зі звичайними субноутбуками, але при цьому - більшість характерних рис повноцінного ноутбука.
Термін став широко розповсюджуватися 2011 року, після того як корпорація Intel презентувала новий клас мобільних ПК - ультрабуки, концепт компаній Intel і Apple, розроблений на основі випущеного в 2008 році субноутбука Apple MacBook Air .

## Опис
Ультрабуки менші за звичайні ноутбуки, але дещо більші нетбуків. У цих пристроях намагатимуться поєднати портативність, невелику масу, велику автономність роботи та інші переваги планшетів, використовуючи при цьому корпус лептопу (великий екран, клавіатура). Вони оснащуються невеликим рідкокристалічним дисплеєм від 11 до 13,3 дюймів, мають компактні розміри - товщина до 20 мм і масу до 1,4 кг. Внаслідок малих розмірів ультрабуки мають малу кількість зовнішніх портів і не мають DVD-приводу.
На відміну від дешевих нетбуків, що з'явилися на ринку 2008 року, ультрабук респектабельніший і дорогий мобільний комп'ютер, що має збільшену обчислювальну потужність і тривалість автономної роботи від вбудованої акумуляторної батареї. При цьому ультрабуки приблизно повинні укладається в ціновий діапазон 800-1000 доларів США .
За планами корпорації Intel 2012 року, у міру здешевлення сенсорних екранів і з випуском ОС Microsoft Windows 8, виробники представлять моделі ультрабуків з сенсорними екранами і тоді вони зможуть скласти конкуренцію популярним планшетам .

### Апаратна платформа
2011 року ультрабуки будуються на мобільній платформі компанії Intel, в основі якої лежать процесори на мікроархітектурі Sandy Bridge .
А в 2012 році за планами виробників друге покоління ультрабуків буде будуватись на новій мобільній платформі компанії Intel, в основі якої лежатимуть процесори на енергоефективній мікроархітектурі Ivy Bridge .

### Програмна платформа
Зазвичай ультрабуки постачаються в комплекті з ОС Microsoft Windows 10, але можуть постачатися і з ОС на базі Linux.
Ультрабуки MacBook Air компанії Apple постачаються в комплекті з ОС Apple macOS.